# Puchar Polski w piłce nożnej (1961/1962)
Puchar Polski w piłce nożnej mężczyzn w sezonie 1961/1962 – 8. edycja rozgrywek, mających na celu wyłonienie zdobywcy Pucharu Polski, który tym samym uzyskał prawo gry w Pucharze Zdobywców Pucharów w sezonie 1962/63. Zwycięzcą rozgrywek zostało Zagłębie Sosnowiec, dla którego był to pierwszy Puchar Polski w historii klubu. 
Mecz finałowy odbył się 22 lipca 1962 na Stadionie Śląskim w Chorzowie.

## I runda
Mecze rozegrano 26 listopada 1961.
| Drużyna 1                 | Wynik                 | Drużyna 2                  |
| ------------------------- | --------------------- | -------------------------- |
| Farmacja Kraków           | 3:0                   | Slavia Ruda Śląska         |
| Błękitni II Kielce        | 5:2                   | Bolesław Bukowno           |
| Orkan Łódź                | 2:3                   | Karpaty Krosno             |
| Avia Świdnik              | 2:0                   | Olimpia Poznań             |
| Sokół Nisko               | 3:2                   | Polonia Głubczyce          |
| Bieszczady Rzeszów        | 5:1                   | Calisia Kalisz             |
| Zawisza II Bydgoszcz      | 1:0                   | Lublinianka Lublin         |
| Zatoka Puck               | 1:7                   | Garbarnia Kraków           |
| Hetman Białystok          | 1:4                   | Piast Gliwice              |
| Tarnovia Tarnów           | 1:1 pd. dod. mecz 0:7 | Stal Rzeszów               |
| Fablok Chrzanów           | 2:2 pd. dod. mecz 2:3 | Naprzód Lipiny             |
| Górnik Świętochłowice     | 3:2                   | Śląsk Wrocław              |
| Pogoń Prudnik             | 1:0                   | Arka Gdynia                |
| Karkonosze Jelenia Góra   | 3:0                   | Polonia Warszawa           |
| Pogoń II Szczecin         | 0:1 pd.               | Unia Racibórz              |
| Huragan Morąg             | 1:2                   | Bielawianka Bielawa        |
| Olimpia Elbląg            | 0:8                   | Szombierki Bytom           |
| Hetman Zamość             | 1:1 pd. dod. mecz 1:2 | Warszawianka               |
| Mazur Ełk                 | 5:1                   | Cukrownik Pszenno          |
| Legia II Warszawa         | 6:1                   | Lechia Tomaszów Mazowiecki |
| Orlęta Dęblin             | 5:2                   | Jurand Bemowo Piskie       |
| Odra Wodzisław Śląski     | 0:3                   | Unia Tarnów                |
| Bzura Chodaków            | 2:0                   | ROW Rybnik                 |
| Wyzwolenie Chorzów        | 3:1                   | Bałtyk Gdynia              |
| KS 27 Orzegów             | 2:1                   | Stal Kraśnik               |
| BKS Stal Bielsko-Biała    | 0:1                   | Polonia Bydgoszcz          |
| Star Starachowice         | 1:2                   | Flota Gdynia               |
| GKS Katowice              | 3:4                   | Wawel Kraków               |
| Warta Gorzów Wielkopolski | 3:1                   | Unia Krapkowice            |
| Świt Szczecin             | 3:0 w/o w meczu 1:4   | Śląsk II Wrocław           |

- Czarni Szczecin, Radomiak Radom, Pogoń Szczecin, Wisła Grudziądz, Zawisza Bydgoszcz, Lechia Zielona Góra - wolny los

## II runda
| Drużyna 1             | Wynik                 | Drużyna 2                 |
| --------------------- | --------------------- | ------------------------- |
| Warszawianka          | 0:2                   | Bieszczady Rzeszów        |
| Farmacja Kraków       | 0:8                   | Garbarnia Kraków          |
| Pogoń Prudnik         | 1:5                   | Karkonosze Jelenia Góra   |
| Wyzwolenie Chorzów    | 4:1                   | Warta Gorzów Wielkopolski |
| Legia II Warszawa     | 0:2                   | Pogoń Szczecin            |
| Górnik Świętochłowice | 5:3                   | Orlęta Dęblin             |
| Piast Gliwice         | 0:2                   | Avia Świdnik              |
| Zawisza II Bydgoszcz  | 1:4                   | Wawel Kraków              |
| Sokół Nisko           | 1:3 pd.               | Błękitni Kielce           |
| Unia Racibórz         | 4:0                   | Wisła Grudziądz           |
| Bzura Chodaków        | 1:2                   | KS 27 Orzegów             |
| Świt Szczecin         | 2:3 pd.               | Mazur Ełk                 |
| Bielawianka Bielawa   | 1:2                   | Zawisza Bydgoszcz         |
| Polonia Bydgoszcz     | 6:1                   | Czarni Szczecin           |
| Karpaty Krosno        | 8:0                   | Radomiak Radom            |
| Stal Rzeszów          | 6:0                   | Unia Tarnów               |
| Szombierki Bytom      | 1:1 pd. dod. mecz 2:0 | Naprzód Lipiny            |
| Lechia Zielona Góra   | 3:1                   | Flota Gdynia              |

## 1/16 finału
Do rywalizacji dołączyły zespoły z I ligi.
| Drużyna 1               | Wynik                 | Drużyna 2          |
| ----------------------- | --------------------- | ------------------ |
| Bieszczady Rzeszów      | 0:2                   | Zawisza Bydgoszcz  |
| Garbarnia Kraków        | 2:3                   | Arkonia Szczecin   |
| Avia Świdnik            | 0:1                   | ŁKS Łódź           |
| Karpaty Krosno          | 0:2                   | Stal Mielec        |
| Górnik Świętochłowice   | 1:0                   | Polonia Bydgoszcz  |
| Wyzwolenie Chorzów      | 0:2                   | Zagłębie Sosnowiec |
| Lechia Zielona Góra     | 0:1                   | Wisła Kraków       |
| Mazur Ełk               | 0:8                   | Ruch Chorzów       |
| Unia Racibórz           | 4:5                   | Gwardia Warszawa   |
| Wawel Kraków            | 1:2                   | Górnik Zabrze      |
| Szombierki Bytom        | 0:2                   | Legia Warszawa     |
| Błękitni II Kielce      | 2:5                   | Odra Opole         |
| Karkonosze Jelenia Góra | 1:0                   | Lechia Gdańsk      |
| Stal Rzeszów            | 4:0                   | Lech Poznań        |
| Pogoń Szczecin          | 1:1 pd. dod. mecz 0:2 | Polonia Bytom      |
| KS 27 Orzegów           | 0:0 pd. dod. mecz 0:2 | Cracovia           |

## 1/8 finału
| Drużyna 1               | Wynik | Drużyna 2          |
| ----------------------- | ----- | ------------------ |
| Legia Warszawa          | 0:3   | Odra Opole         |
| ŁKS Łódź                | 3:2   | Stal Mielec        |
| Górnik Świętochłowice   | 2:4   | Zagłębie Sosnowiec |
| Zawisza Bydgoszcz       | 1:0   | Arkonia Szczecin   |
| Wisła Kraków            | 0:2   | Ruch Chorzów       |
| Górnik Zabrze           | 3:0   | Gwardia Warszawa   |
| Karkonosze Jelenia Góra | 1:0   | Stal Rzeszów       |
| Cracovia                | 2:1   | Polonia Bytom      |

## Ćwierćfinały
| Drużyna 1    | Wynik | Drużyna 2               |
| ------------ | ----- | ----------------------- |
| ŁKS Łódź     | 1:6   | Zagłębie Sosnowiec      |
| Ruch Chorzów | 2:3   | Górnik Zabrze           |
| Odra Opole   | 2:0   | Karkonosze Jelenia Góra |
| Cracovia     | 1:0   | Zawisza Bydgoszcz       |

## Półfinały
| Drużyna 1          | Wynik | Drużyna 2  |
| ------------------ | ----- | ---------- |
| Zagłębie Sosnowiec | 4:0   | Cracovia   |
| Górnik Zabrze      | 2:1   | Odra Opole |

## Mecz o 3. miejsce
| Drużyna 1  | Wynik | Drużyna 2 |
| ---------- | ----- | --------- |
| Odra Opole | 3:1   | Cracovia  |

## Finał
Spotkanie finałowe odbyło się 22 lipca 1962 na Stadionie Śląskim w Chorzowie. Frekwencja na stadionie wyniosła 25 000 widzów. Mecz sędziował Antoni Gorączniak z Poznania. Mecz zakończył się zwycięstwem Zagłębia Sosnowiec 2:1. Bramki dla Zagłębie zdobyli Zbigniew Myga w 15. minucie i Ginter Piecyk w 55. minucie. Bramkę dla Górnika strzelił Ernest Pohl w 75. minucie. 
| 22 lipca 1962 | Zagłębie Sosnowiec · Myga 15' · Piecyk 55' | 2:11:0Raport | Górnik Zabrze · Pohl 75' | Stadion Śląski, Chorzów Widzów: 25 000 Sędzia: Antoni Gorączniak (Poznań) |
|               |                                            |              |                          |                                                                           |

| ZAGŁĘBIE SOSNOWIEC |  |                     |
|                    |  |                     |
| BR                 |  | Józef Machnik       |
| OB                 |  | Franciszek Skiba    |
| OB                 |  | Roman Bazan         |
| OB                 |  | Włodzimierz Śpiewak |
| OB                 |  | Alojzy Fulczyk      |
| PO                 |  | Witold Majewski     |
| PO                 |  | Józef Gałeczka      |
| PO                 |  | Czesław Uznański    |
| NA                 |  | Reinhold Kosider    |
| NA                 |  | Zbigniew Myga       |
| NA                 |  | Ginter Piecyk       |
| Trener:            |  |                     |
| Teodor Wieczorek   |  |                     |

| GÓRNIK ZABRZE  |  |                     |  |     |
|                |  |                     |  |     |
|                |  |                     |  |     |
| BR             |  | Hubert Kostka       |  |     |
| OB             |  | Antoni Franosz      |  |     |
| OB             |  | Stanisław Oślizło   |  |     |
| OB             |  | Stefan Florenski    |  |     |
| OB             |  | Joachim Czok        |  |     |
| PO             |  | Jan Gerard Kowalski |  |     |
| PO             |  | Jerzy Musiałek      |  |     |
| PO             |  | Zygfryd Szołtysik   |  |     |
| NA             |  | Erwin Wilczek       |  | 46' |
| NA             |  | Ernest Pohl         |  |     |
| NA             |  | Roman Lentner       |  |     |
| Rezerwowi:     |  |                     |  |     |
| PO             |  | Edward Jankowski    |  | 46' |
| Trener:        |  |                     |  |     |
| Feliks Karolek |  |                     |  |     |

| Puchar Polski (1961/62)           |
| --------------------------------- |
| Zagłębie Sosnowiec Pierwszy Tytuł |